# Phoenicladocera
Phoenicladocera is een geslacht van vlinders van de familie spinners (Lasiocampidae), uit de onderfamilie Lasiocampinae.

## Soorten
- P. griveaudi De Lajonquière, 1972
- P. herbuloti De Lajonquière, 1972
- P. lajonquierei Viette, 1981
- P. merina De Lajonquière, 1970
- P. nitescens De Lajonquière, 1972
- P. parvinota (Hering, 1928)
- P. sogai De Lajonquière, 1970
- P. toulgoeti De Lajonquière, 1972
- P. turtur De Lajonquière, 1972
- P. viettei De Lajonquière, 1970
- P. vulpicolor (Kenrick, 1914)
- P. wintreberti De Lajonquière, 1972
- P. xanthogramma De Lajonquière, 1972